# 杜松嶺
杜松嶺（英文：Juniper Ridge）是一個位於加拿大英屬哥倫比亞省湯普森-尼古拉地區甘露市東南側的一個山區鄰里社區。

## 概述
社區全境位於杜松嶺上，並在境內有一超市和一間小學服務此區。境內亦有數處公園，並包含網球場、溜冰場、狗狗公園和社區中心。社區中心亦在1983年創立社區協會（Juniper Ridge Community Association, JRCA）並時常舉辦活動歡迎慶祝。

## 交通

### 幹道
杜松嶺全境內僅有一條對外通行之聯外道路（高地路 Highland Road）。另外一條則為緊急情況供救助疏散使用的沙石路連接至薔薇丘社區。
社區內主要幹道多為加拿大（更多為英屬哥倫比亞省內）的河流名稱，如卡佩勒大道（卡佩勒河、唯一於薩斯喀徹溫省之河流）、斯基納道（斯基納河）和更多其他次要省內河流名稱（Nechako, Omineca, Babine, Coldwater, Finlay, Bella Coola, Capilano, Abitibi, Cheakamus, Birkenhead, Galore, Emerald, Kechika, Stikine, Similkameen, Squamish, Kicking Horse）。

### 公共運輸
甘露交通系統16號路線於此社區為折返處，境內共設有19處站點。

## 資料來源
1. ↑  School District No. 73 website
2. ↑  . The Daily News. Kamloops. 15 Nov 2011  [2 June 2014].
3. ↑  . BCTransit.   [20250707].